# لودویک بوتل
لودویک بوتل (انگلیسی: Ludovic Butelle؛ زادهٔ ۳ آوریل ۱۹۸۳) بازیکن فوتبال اهل فرانسه است.
از باشگاه‌هایی که در آن بازی کرده‌است می‌توان به باشگاه فوتبال هرکولس، باشگاه فوتبال متس، باشگاه فوتبال کلوب بروژ، باشگاه فوتبال آنژه، باشگاه فوتبال نیم المپیک، باشگاه فوتبال لیل، باشگاه فوتبال والنسیا، و باشگاه فوتبال رئال وایادولید اشاره کرد.
وی همچنین در تیم ملی فوتبال زیر ۲۱ سال فرانسه بازی کرده‌است.